# Hochvernagtspitze
Hochvernagtspitze är en bergstopp i Österrike. Den ligger i distriktet Imst och förbundslandet Tyrolen, i den västra delen av landet. Toppen på Hochvernagtspitze är 3 539 meter över havet, eller 382 meter över den omgivande terrängen. Bredden vid basen är 9,9 km.
Den högsta punkten i närheten är Wildspitze, 3 774 meter över havet, 5,4 km öster om Hochvernagtspitze. Närmaste samhälle är orten Vent som tillhör kommunen Sölden.
Trakten runt Hochvernagtspitze är permanent täckt av is och snö, förutom några kala bergstoppar.